# Ґосьцевич
Ґосьцевич (пол. Gościewicz) — село в Польщі, у гміні Борове Ґарволінського повіту Мазовецького воєводства.
Населення — 201 особа (2011).
У 1975-1998 роках село належало до Седлецького воєводства.

## Демографія
Демографічна структура станом на 31 березня 2011 року:
|          | Загалом | Допрацездатний вік | Працездатний вік | Постпрацездатний вік |
| -------- | ------- | ------------------ | ---------------- | -------------------- |
| Чоловіки | 102     | 25                 | 58               | 19                   |
| Жінки    | 99      | 14                 | 51               | 34                   |
| Разом    | 201     | 39                 | 109              | 53                   |